# آزمون و خطا (مجموعه تلویزیونی)
آزمون و خطا (به انگلیسی: Trial and Error) مجموعه‌ای تلویزیونی در ژانر کمدی موقعیت است که از ۱۵ مارس تا ۲۹ مارس سال ۱۹۸۸ از شبکه سی‌بی‌اس پخش شد. این مجموعه پس از سه قسمت متوقف شد و پنج قسمت دیگر آن پخش نشد.

## تهیه و تولید
آزمون و خطا ادامه قسمت آزمایشی خانواده مارتینز ساخته تامی چونگ بود. این سریال درمورد یک تبهکار است که به‌صورت آزمایشی خود را وکیل جلوه می‌دهد تا همراه خانواده‌اش به ایست لس آنجلس، کالیفرنیا بازگردد.
برد پیت در نقش چمدان‌بر در دومین قسمت سریال به‌نام «نوش جان» بازی کرده‌است. بنابر گفته تهیه‌کننده اجرایی سریال، جری پرزیگیان، این اولین کار هالیوودی پیت بود که بابت آن دستمزد دریافت کرد. پیت تنها سه روز قبل فیلمبرداری این قسمت در تاریخ ۱۷ نوامبر سال ۱۹۸۷، از اسپرینگفیلد میزوری به گروه بازیگران این قسمت پیوست. این قسمت در تاریخ ۲۲ مارس سال ۱۹۸۸، از شبکه سی‌بی‌اس پخش شد.